# Universidad Centroamericana

Entrada

La Universidad Centroamericana (UCA) fue un centro de educación superior privado de Nicaragua, sin fines de lucro y de servicio público. La universidad estuvo regentada por la orden religiosa católica de la Compañía de Jesús. Fue fundada por los jesuitas el 23 de julio de 1960, siendo la primera universidad privada en Nicaragua y en Centroamérica, como una institución educativa autónoma, de servicio público e inspiración cristiana. Se encontraba ubicada en la Avenida Universitaria, de la capital Managua.
El 16 de agosto de 2023, mediante un oficio judicial espurio, la universidad fue cerrada y confiscada por el gobierno del dictador Daniel Ortega acusándola de funcionar como un centro de «terrorismo» organizando «grupos delincuenciales», en el marco de la crisis política en la que se encuentra Nicaragua desde 2018 a raíz de las protestas contra las reformas al Instituto Nicaragüense de Seguro Social. El gobierno creó en su lugar la Universidad Nacional Casimiro Sotelo Montenegro en lo que fueron sus instalaciones.

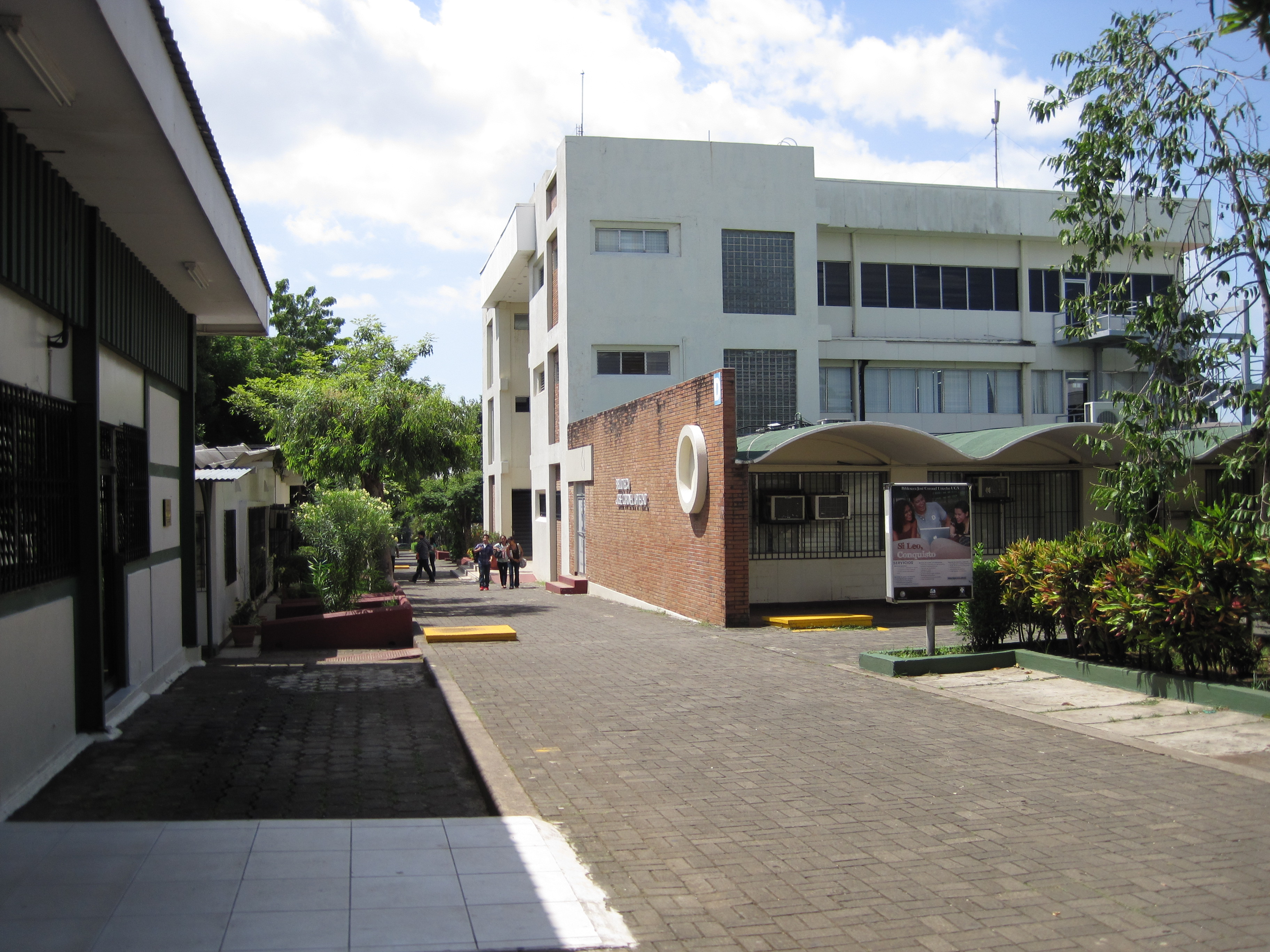
Biblioteca

## Historia
La UCA fue fundada el 23 de julio de 1960 por la Compañía de Jesús tras ser motivados por grupos de empresarios locales. Fue fundamental el impulso que le dio el Asistente para América Latina, padre Tomás Travi al abrirles las puertas de Roma consiguiendo la bendición del Papa Pío XII al proyecto. Su primer rector fue el padre León Pallais Godoy, sacerdote jesuita, primo de los hermanos Luis, Lillian y Anastasio Somoza Debayle, siendo el primero de estos Presidente de Nicaragua. La universidad inició clases con 350 estudiantes y hoy tiene más de 5000 estudiantes. El padre León Pallais Godoy dirigió la UCA durante 10 años hasta 1971; la UCA empezó sus clases en el centro de la capital y en 1965 se trasladó a su lugar actual y el padre Roque Iriarte, que también era arquitecto, diseñó los pabellones y edificios del recinto, al igual que la Iglesia de Santo Domingo y el Instituto Loyola (en el barrio Santo Domingo) los cuales tienen los mismos techos ondulados de concreto de las construcciones de la UCA.
El terremoto de Managua del 23 de diciembre de 1972, de 6.2 grados en la escala de Richter destruyó varios edificios de la UCA, mal construidos, excepto los 2 pabellones con techos ondulados de concreto, los cuales tienen menos peso por su ondulación y que actualmente existen. Posteriormente se reconstruyeron los edificios con la ayuda del gobierno de Brasil.

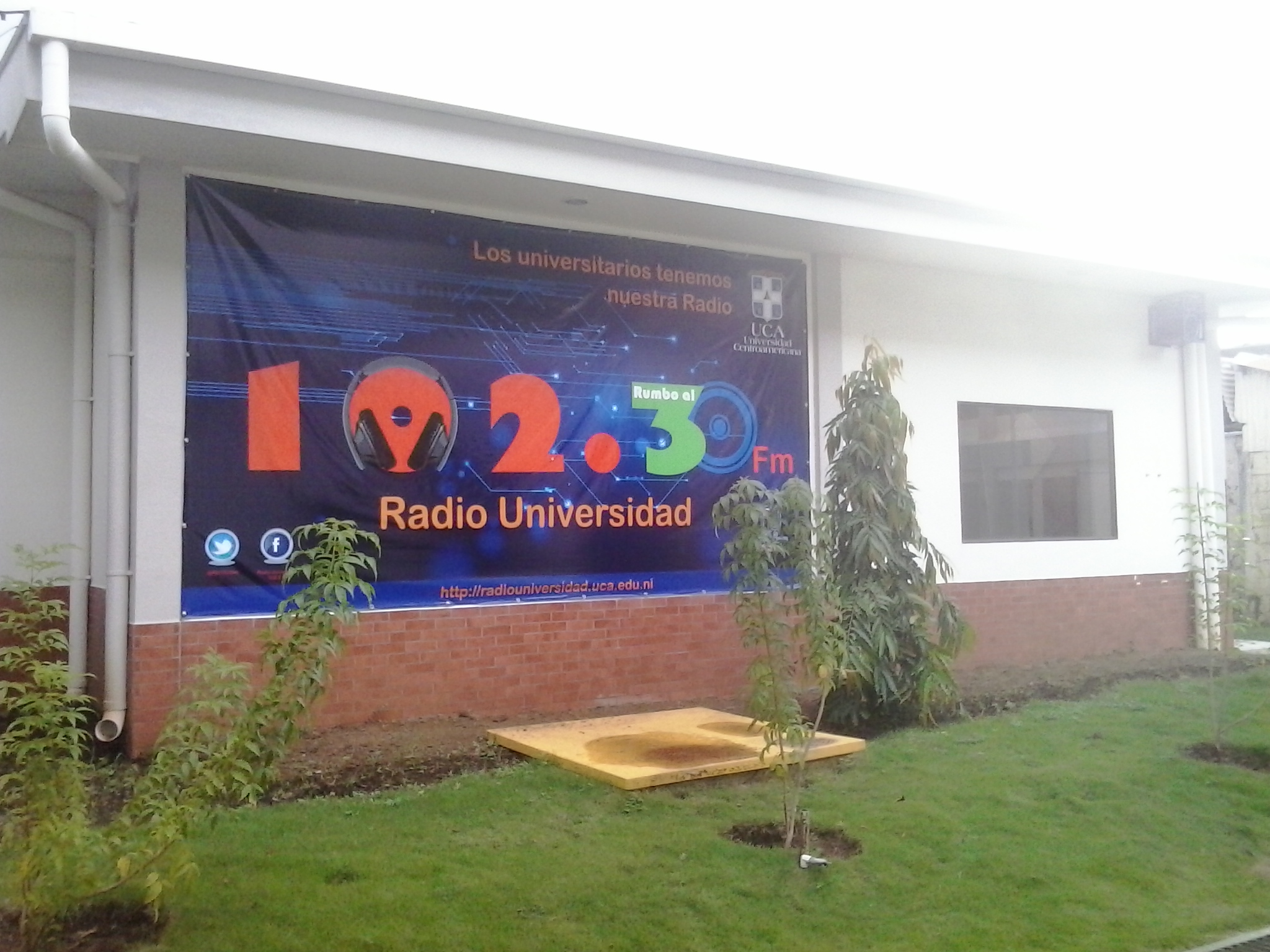
Radio Universidad

Tras la Revolución Sandinista del 19 de julio de 1979, la UCA recibió aporte estatal de la Junta de Gobierno de Reconstrucción Nacional (JGRN) en 1980 dejando de ser una universidad totalmente privada, por lo que se convirtió en miembro del el Consejo Nacional de la Educación Superior (CNES), actual Consejo Nacional de Universidades (CNU), integrado actualmente por 10 instituciones de estudios superiores.
Cuenta con intercambios estudiantiles en 82 universidades jesuitas en el mundo.[cita requerida]

### Confiscación y cierre
En el año 2018 el país vivió una serie de protestas antigubernamentales, las cuales fueron derivadas de una controversial reforma a la seguridad social impulsada por Daniel Ortega y su esposa Rosario Murillo, la UCA, al igual que varios templos católicos del país, sirvió de refugio para los manifestantes heridos y otros que escapaban de la represión policial y de grupos paramilitares afines al Gobierno entre los que se contabilizaron 325 fallecidos.
A partir de esos hechos se comenzó a vivir un período de persecución penal y política por parte del aparato gubernamental que llevó previamente a la cancelación de la personería jurídica de 26 universidades privadas. El 15 de agosto de 2023 la UCA recibió una notificación judicial en la que se ordenaba la «incautación de bienes inmuebles, muebles, dinero en moneda nacional o extranjera de las cuentas bancarias inmovilizadas, productos financieros en moneda nacional o extranjera propiedad de la UCA a favor del Estado de Nicaragua» a partir de entonces la universidad canceló sus actividades administrativas y académicas. La medida fue criticada por los jesuitas y exalumnos de la universidad, así como el Grupo Coimbra, integrado por 40 universidades europeas.

## Oferta Académica de Pregrados (2023)
Facultad de Ciencias Económicas y Empresariales (FCEE) 
- Licenciatura en Economía Aplicada
- Licenciatura en Administración de Empresas
- Licenciatura en Contaduría Pública & Auditoría
- Licenciatura en Marketing
- Licenciatura en Finanzas

Facultad de Humanidades y Comunicación (FHyC)
- Licenciatura en Trabajo Social y Gestión del Desarrollo
- Licenciatura en Comunicación
- Licenciatura en Enseñanza de Inglés como Lengua Extranjera
- Licenciatura en Psicología
- Licenciatura en Sociología
- Licenciatura en Filosofía Instituto de Historia de Nicaragua y Centroamérica

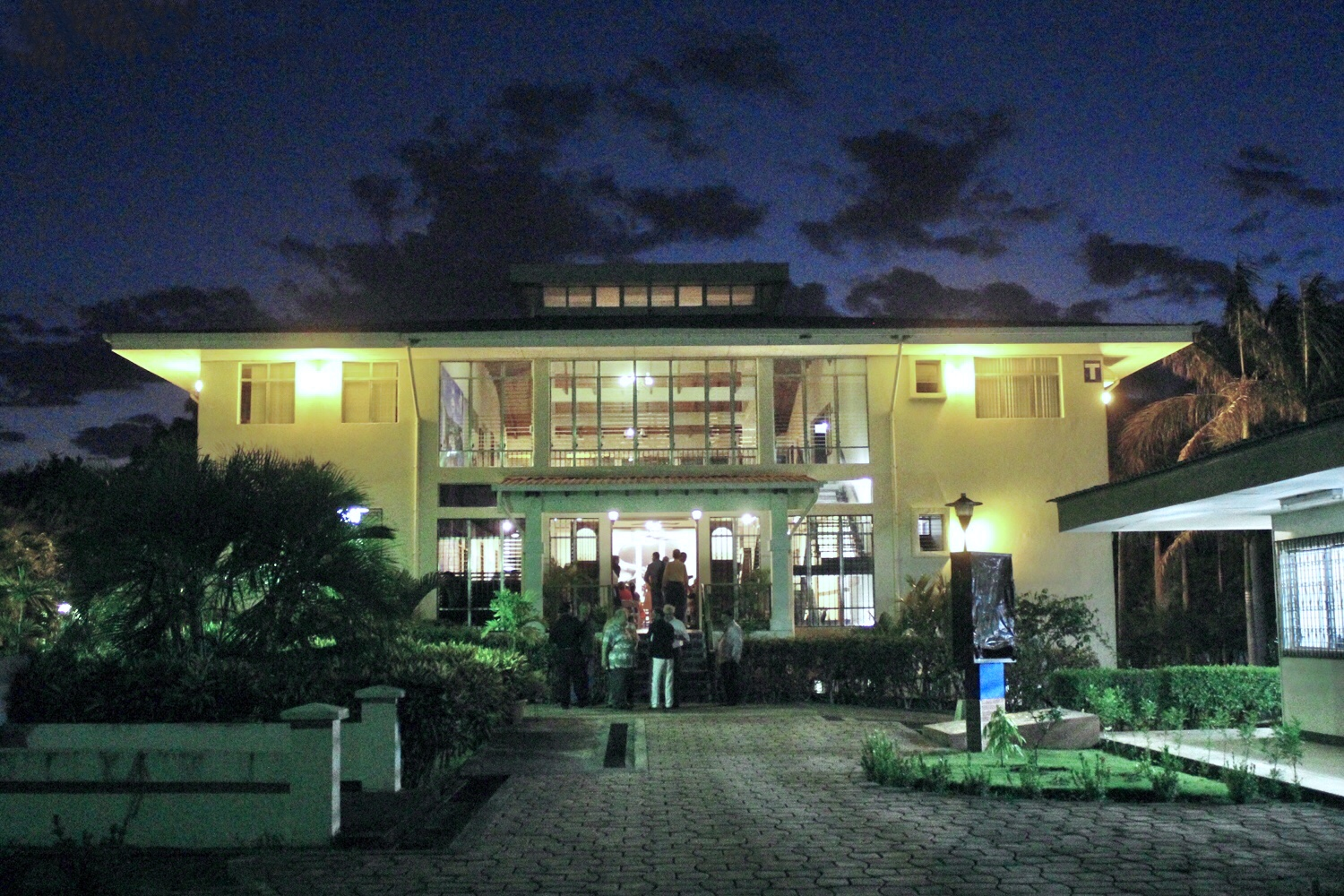
Instituto de Historia de Nicaragua y Centroamérica

Facultad de Ciencias Jurídicas (FCJ)
- Licenciatura en Derecho
- Licenciatura en Derecho a Distancia

Facultad de Ciencia, Tecnología y Ambiente (FCTyA)
- Ingeniería en Sistemas de Información
- Ingeniería en Redes y Telecomunicaciones
- Ingeniería Ambiental
- Ingeniería Civil
- Ingeniería Industrial
- Licenciatura en Diseño gráfico
- Arquitectura

## Autoridades (2023)
Rolando Alvarado, S.J. / Rector (2022-2025)
Dr. Jorge Alberto Huete Pérez / Vicerrector General y de Investigación
Dra. Wendi Bellanger /Vicerrectora Académica
Licda. Laurie Cordua / Secretaria General
MSc. Tania Zambrana / Vicerrectora Administrativa

### Dirección de Comunicación Institucional (DCI)
- Portal Web de la Universidad Centroamericana (UCA)

### Facultades
- Facultad de Ciencias Jurídicas (FCJ)

### Centros e Institutos
- Centro Superior de Idiomas (CSI)
- Dirección de Investigación y Proyección Social (DIRINV)
- Biblioteca José Coronel Urtecho (BJCU)
- Centro Pastoral Universitario (CPU)
- Instituto de Historia de Nicaragua y Centroamérica (IHNCA)
- Instituto de Capacitación, Investigación y Desarrollo Ambiental (CIDEA)
- Instituto de Educación de la Universidad Centroamericana (IDEUCA)

### Oferta Académica de Posgrado y Formación Continua
- Oferta Académica (enlace roto disponible en Internet Archive; véase el historial, la primera versión y la última).
- Maestrías
- Especializaciones
- Diplomados y Cursos de Formación Continua

### Programas y Servicios
- Servicio Social
- Oficina de Exalumnos UCA (OEXA)

- Datos: Q1252428
- Multimedia: Central American University, Managua / Q1252428